# Xavier Duran Soler
Xavier Duran Soler (1962) és llicenciat en Econòmiques, màster en Màrketing i Gestió esportiva, ocupa diversos càrrecs directiu en organismes nacionals i internacionals dedicats a les activitats subaquàtiques.
Bussejador fins al 1996, va destacar com a especialista en busseig tècnic i esportiu en aconseguir les 3 estrelles que és la màxima categoria que atorguen la Federació Espanyola i la Confederació Mundial d'Activitats Subaquàtiques. El 1998 va entrar a la Federació Catalana d'Activitats Subaquàtiques com a responsable de l'organització tècnica de l'Escola Catalana d'Activitats Subaquàtiques, un any després va passar a ser el vicepresident primer i finalment president del 2002 al 2006 i el mes de novembre d'aquell mateix any va guanyar la Presidència de la Federació Espanyola d'Activitats Subaquàtiques. També des del 2006 és membre del Comitè de Medi Ambient del Comitè Olímpic Espanyol, del 2009 al 2013 ha estat president esportiu de la Confederació Mundial d'Activitats Subaquàtiques i des del 2013 n'és el vicepresident, i del 2010 al 2013 ha estat president de la Unió Iberoamericana de Federacions d'Activitats Subaquàtiques, a partir del 2013 n'ocupa la Vicepresidència.